# Гусев, Василий Яковлевич
Гусев Василий Яковлевич (1912 — 1945 гг.) — сержант, артиллерист, кавалер ордена Славы трех степеней (1944, 1945 гг.), участник Великой Отечественной войны, защитник Ленинграда.

## Биография
В 1942 года Гусев поступил на службу в ряды Красной Армии. В течение Великой Отечественной войны был наводчиком 76-мм орудия 286-го стрелкового полка (90-я стрелковая дивизия, 21-я армия, Ленинградский фронт).
14 июня 1944 года при атаке финской обороны в районе села Райвола (в настоящее время Рощино Выборгского района Ленинградской области) при переходе реки Райволан-Йоки обезвредил 2 огневые точки и 7 вражеских солдат. 20 июня 1944 года награждён орденом Славы 3-й степени.
17 сентября в боевых сражениях у города Тарту (Эстония), преследуя немцев уничтожил 3 орудия и взял в плен расчеты вместе с бойцами. 29 сентября 1944 года был награждён орденом Славы 2-й степени. 1
5 января 1945 года Гусев при прорыве немецкой обороны под городом Пултуска (Польша) обезвредил 2 орудия, пулемет и несколько солдат противника. За что 24 марта 1945 года был награждён орденом Славы 1-й степени.

## Награды
- Орден Славы III степени[3] 20.06.1944
- Орден Славы II степени 29.09.1944
- Орден Славы I степени 24.03.1945